# Conditional Access Module

Verschiedene mögliche Realisierungen

Ein Conditional-Access-Module (CAM) [kənˈdɪʃənəl ˈæksɛs ˈmɒdjuːl] (deutsch Modul für bedingten Zugriff) ist ein elektronisches Gerät, das über einen Common-Interface-Schacht in ein DVB-Empfangsgerät eingeschoben wird. Die Aufgabe des CAM besteht lediglich darin, den Schlüsselaustausch zwischen SmartCard und der eigentlichen Decoderhardware, welche nach dem Common-Scrambling-Algorithmus (CSA) arbeitet, zu verwalten. Der CSA dient dazu, Programme von Bezahlfernseh-Anbietern zu entschlüsseln. Hierzu kann ein Schlüssel benutzt werden, der sich auf einer SmartCard befindet, die dem Benutzer von seinem Programmanbieter gegen einmalige oder monatliche Gebühr ausgehändigt wird. Diese SmartCard muss hierzu in das CAM eingeführt werden, damit die auf dem CAM befindliche Elektronik auf die SmartCard zugreifen kann.

## Entschlüsselung

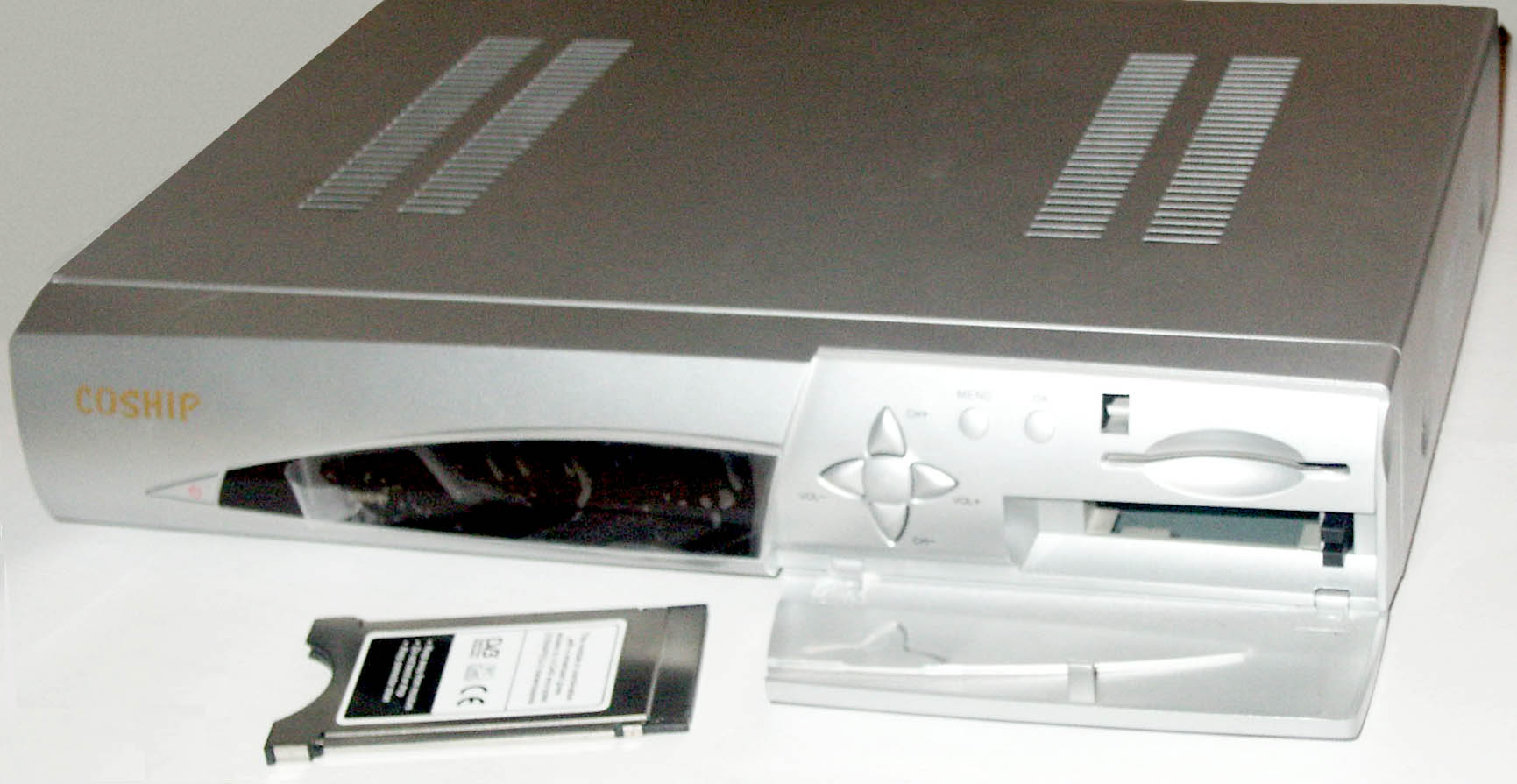
CAM (links unten) vor Receiver mit CI-Schacht (rechts)

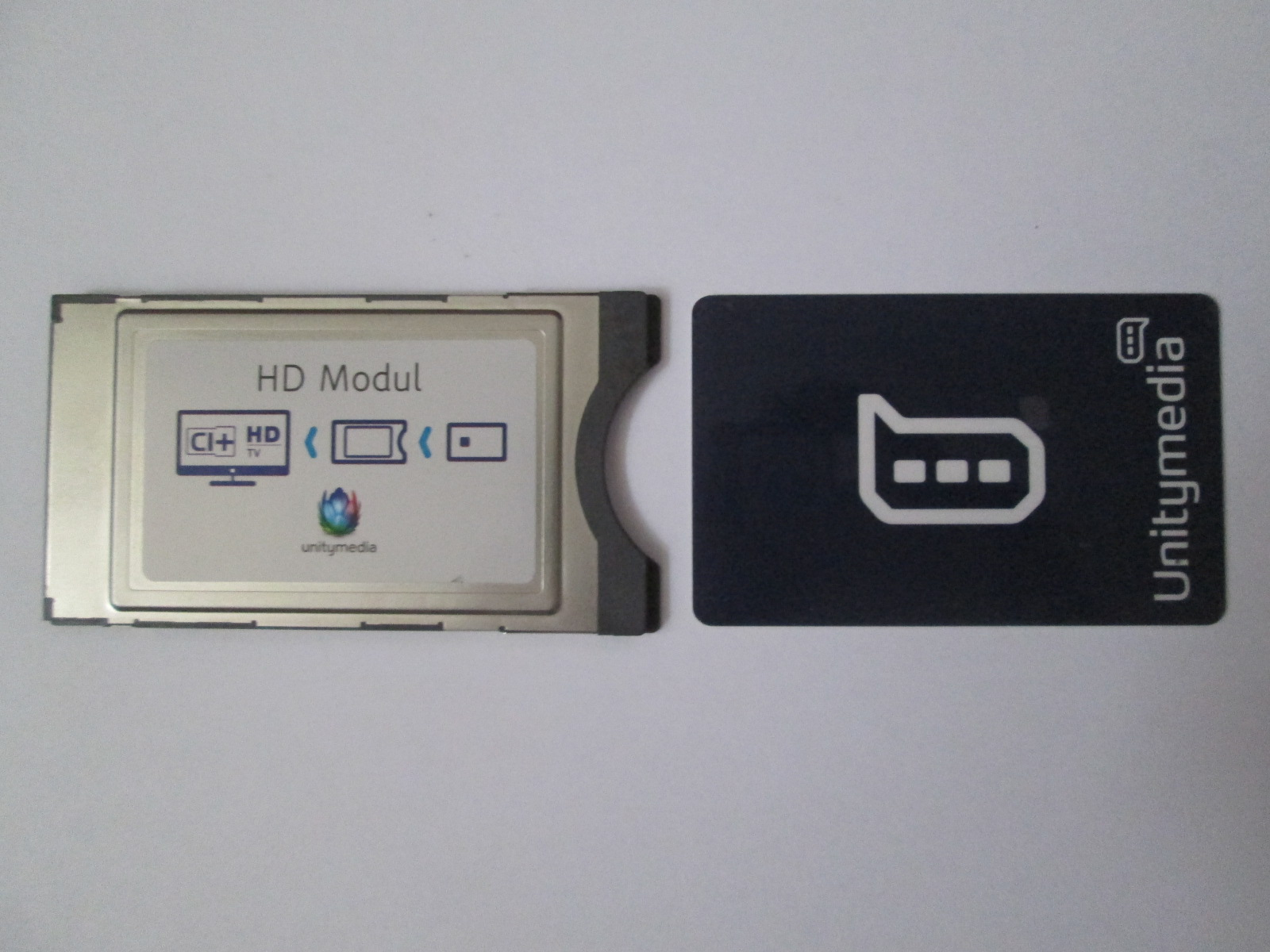
Unitymedia CAM mit SmartCard

Die eigentliche Entschlüsselung nimmt weder die SmartCard noch das CAM vor, sondern beide Komponenten dienen lediglich dazu, auf eine gesendete Schlüsselanfrage mit einem zur Dekodierung tauglichen Gegenschlüssel zu antworten. Die eigentliche Entschlüsselung übernimmt nicht das CAM, sondern der Receiver (bzw. dessen CSA-Hardware) selbst.
Bildet man CSA und CAM in Software nach, ist es möglich, z. B. simple SmartCard-Reader, die eigentlich zum Lesen von Telefon- oder Geldkarten gedacht sind, z. B. seriell an den PC anzuschließen und die SmartCard dort einzustecken.
Entsprechende Software, wie z. B. scam, befindet sich jedoch in einer rechtlichen Grauzone, da man mit ihr zwar nicht ohne Abo Pay-TV sehen kann, jedoch die – angesichts der auf wenige simple Protokolldefinitionen beschränkten „Erfindungshöhe“ der im CAM implementierten Schlüsselanfrage-/Antwortfunktion – sehr hohen Lizenzgebühren von i. d. R. 80 bis 250 Euro (= Kosten eines CAM) umgehen würde. Die reinen Herstellungskosten liegen weit unter 10 Euro (1 Mikrocontroller [max. 1 Euro], Platine, Kontakte und ein einfaches Kunststoffgehäuse).
Der wirklich teure Teil steckt also längst im Receiver, ein CAM ist nur aus lizenzrechtlichen Gründen so teuer. Um diese Kosten zu umgehen, haben bzw. hatten einige Hersteller, wie z. B. Dream Multimedia, geplant, ihr eigenes „Verschlüsselungssystem“ (korrekter: Schlüsselaustauschsystem) zu definieren. Von der Hardware der Dreambox kann man den CAM-Teil durchaus legal – sofern ein eigenes Schlüsselaustauschprotokoll definiert wird – rein in Software implementieren. (Wobei letztlich auch ein CAM immer auch Software enthält, die umgebende Hardware besteht schließlich nur aus einem Mikrocontroller, elektrischen Verbindungen und einem Gehäuse.)
| Name             | eingesetzt von (in) |
| ---------------- | --- |
| Betacrypt (†)    | MediaVision (de), Premiere (de), ORF (at), ATV (at) |
| Conax            | MTV Networks (int), Premiere Thema (de), Canal Digital (int, es, fr), Hallmark (Skand.), Liwest (at), Teile der Digital Cable Group (ch), ImproWare AG (ch)                                                                                             |
| Cryptoworks      | UPC (int), Viacom (int), ORF (at), ATV (at), Puls 4 (at), Austria9 (at), Czechlink (cz), Telespazio (es), Wizja (pl), RTL (pl), Digiturk (tr), Easy.TV (de), arena (de), Premiere Thema (de)                                                            |
| Dreamcrypt       | INXTC TV, XPlus TV |
| Irdeto           | ART (NO), Showtime (NO), FOX (au), NOVA (gr), Stream (it), Canal Digitaal (nl), Multichoice (za), ORF (at), ATV (at), Austria9 (at) etc. |
| KeyFly           | Al Jazeera (int), Radiotelevisión Española (es), DWT (it), FreeX (fr), Africa Digital (rw,br), Radiodiffusion Télévision Marocaine (ma) |
| Mediaguard Seca  | Canal+ (int, fr), Canal Digitaal (nl), Orbit (NO), ABsat (fr), CSN (fr), NumeriCable (fr), CSD (es), Mediaset (it), Stream (it)(†), Telepiu (it)(†), RAI (it), Nowa Cyfra+ (pl)                                                                         |
| Nagravision      | Premiere (de), Sky (de), Unitymedia (de), Teleclub (ch), RTVE (es), Via Digital (es), Polsat (pl), TV Cabo (pt), Star Digital (tr), ORF (at), ATV (at), Teile der Digital Cable Group (ch), UPC Schweiz                                                 |
| NDS Videoguard   | BSkyB (gb), Sky (de), ORF (at), ATV (at), OTE (gr), YES (il), Stream (it), SBB (Serbia Broadcast), Kabel BW (de), Sky Italia (it) |
| Neotion Skycrypt | FreeX TV (gb) |
| PowerVu          | SIS, Carlton |
| Viaccess         | SRG (ch); BBC (int), Viasat (Skand., Balt.), Tele Danmark (dk), NRK (no), Senda (se), SVT (se); ART (NO), TeleVisa (es); ABSAT (fr), CFi, (fr), France Telecom (fr), MCM (fr), TPS (fr), Alpha (gr), HRT (hr), NTW (ru), RTV (si), diverse Erotiksender |